# Triobiškiai (Mariampol)
Triobiškiai – osiedle Mariampola, na Litwie, na Suwalszczyźnie, położone we wschodniej części miasta.
W przeszłości osiedle stanowiło zachodnią część wsi Triobiškiai, położonej za Królestwa Polskiego w gminie Kwieciszki w powiecie mariampolskim.